# Planungsgruppe Stieldorf
Die Planungsgruppe Stieldorf war eine deutsche Architektengruppe und ein Architekturbüro, das von Ende der 1960er- bis Anfang der 2000er-Jahre bestand.

## Geschichte
Seit 1956 gab es einen vom Bundestag verhängten Stopp für Regierungsbauten in Bonn. Dahinter stand die Sorge, jeder Bau würde das Provisorium bekräftigen und den Anspruch auf ein wiedervereinigtes Deutschland schwächen. Anfang der 1960er Jahre, nach dem Rücktritt von Bundeskanzler Konrad Adenauer  und dem Bau der Mauer in Berlin, wurden erstmals Planungen für größere Regierungsbauten in der „provisorischen“ Bundeshauptstadt Bonn angestellt, da fast alle Ministerien und Bundesbehörden völlig unzureichend in alten Kasernen und angemieteten Häusern untergebracht waren. Im Regierungsviertel waren nur drei Neubauten errichtet worden: 1953 das Gebäude des Bundesministeriums für das Post- und Fernmeldewesen, 1954 das Presseamt und 1955 das Auswärtige Amt.
Bei der in Berlin ansässigen Bundesbaudirektion wurde 1962 ein Beratergremium aus den Professoren Paul Baumgarten, Egon Eiermann und Sep Ruf gebildet, um die neue Regierung um Ludwig Erhard planerisch und städtebaulich zu beraten. Die Professoren empfahlen daraufhin einer Reihe junger Architekten nach Bonn zu kommen, um ihre Entscheidungshilfen zu erarbeiten.

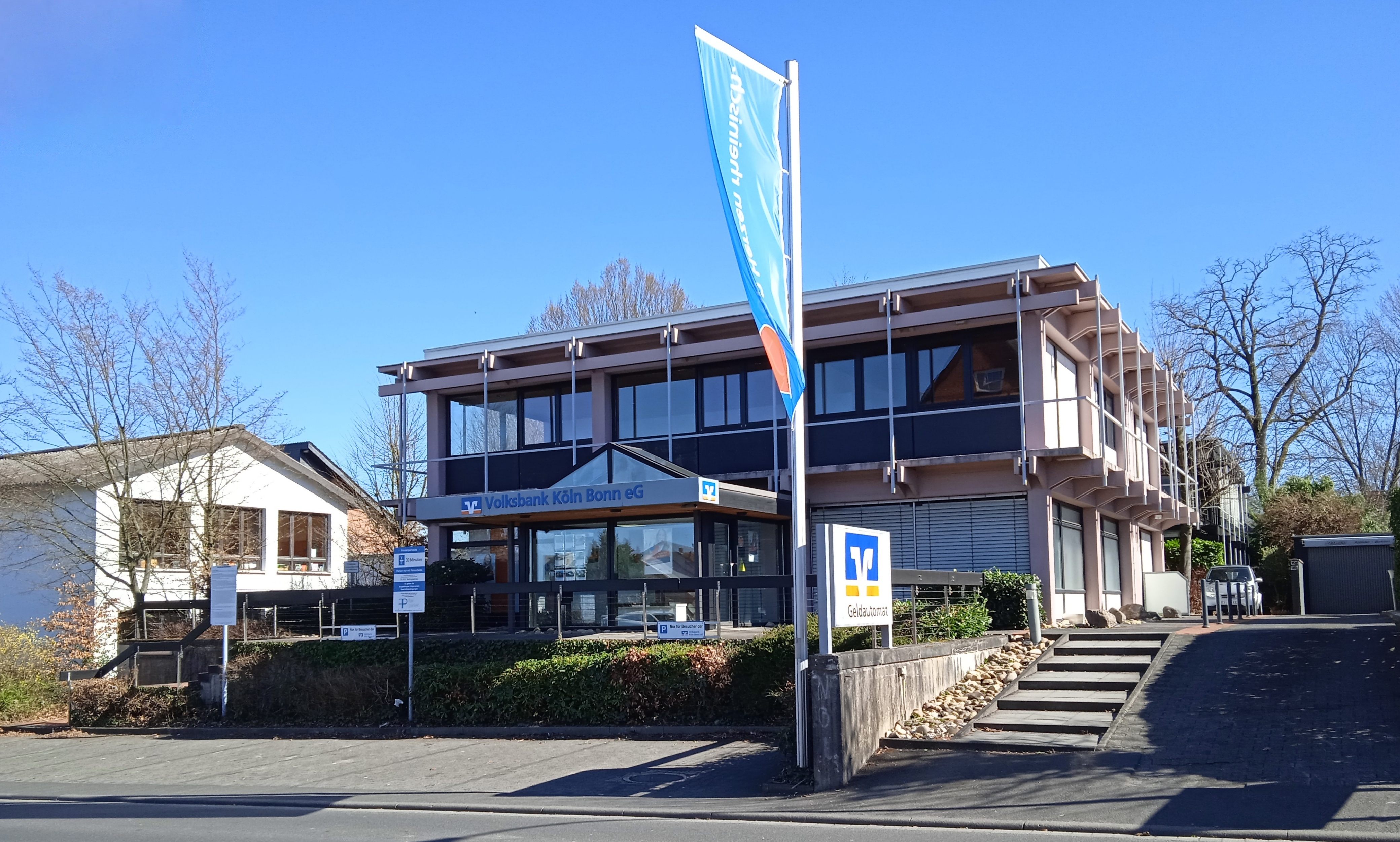
Volksbank in Stieldorf, erster Sitz der Planungsgruppe Stieldorf (2025)

Nach Abschluss der Arbeiten 1968 gründeten drei von ihnen – Manfred Adams, Günther Hornschuh und Peter Türler – die Planungsgruppe A. H. T. mit Sitz in Stieldorf bei Bonn. Zwei Jahre später waren es – mit Georg Pollich als ehemaligem Mitarbeiter von Egon Eiermann und Projektleiter des Langen Eugen sowie Robert Glatzer als ehemaligem Leiter der Planungsabteilung der Bundesbaudirektion – bereits fünf Partner, sodass es zur Umbenennung in Planungsgruppe Stieldorf kam. Anfänglicher Sitz des Architekturbüros war das nach Plänen Adams’ entstandene Gebäude der Raiffeisenbank Stieldorf (Raiffeisenstraße 2), in deren rückwärtigem Grundstück die Planungsgruppe 1971 ein eigenes Atelier errichten ließ. Im Dezember 1972 wurde die Kommanditgesellschaft Planungsgruppe Stieldorf GmbH & Co. KG (ab 1973 Planungsgruppe Stieldorf GmbH & Partner KG) gegründet, die jedoch nur bis August 1975 Bestand hatte.

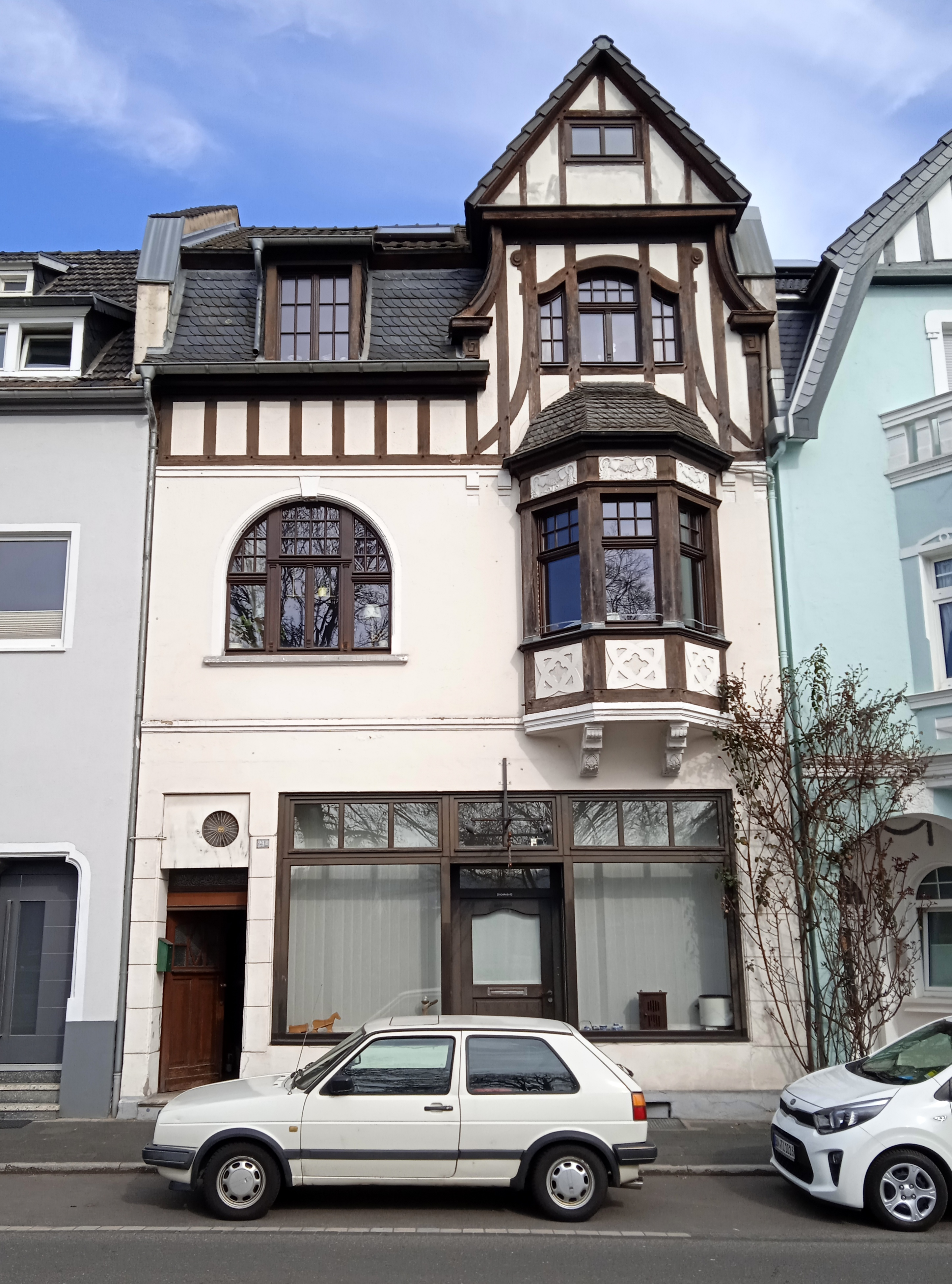
Rhöndorfer Straße 29a in Bad Honnef, Atelier der Planungsgruppe Stieldorf 1999–2002 (2025)

Die Planungsgruppe wuchs mit jedem gewonnenen Architektenwettbewerb, den die sozialliberale Koalition unter Kanzler Willy Brandt ab 1969 bundesoffen auslobte, um den Hauptstadtausbau Bonns zu forcieren. Außer den Großbauplanungen wurden Wohnbauten, Gemeindezentren, kirchliche Bauten sowie Gewerbebau und Kommunal-Verwaltungen bearbeitet. Anfang der 1980er Jahre bestand die Planungsgruppe aus annähernd 100 Mitarbeitern. 1981 schied Manfred Adams aus dem Büro aus. 1999 gab die Planungsgruppe einhergehend mit dem Ausscheiden Günther Hornschuhs das Atelier in Stieldorf auf, das als Planungsgruppe Stieldorf Pollich-Türler nach Bad Honnef (Stadtteil Rhöndorf) verlegt wurde. 2002 wurde auch das gemeinsame Atelier in Rhöndorf aufgegeben, Peter Türler führte jedoch anschließend den Namen Planungsgruppe Stieldorf in seinem eigenen Architekturbüro in Bad Honnef (Hauptstraße 17) weiter.

## Werk

### Ausgeführte Entwürfe
| Planungsbeginn; Bauzeit | Gemeinde Ortsteil | Adresse                          | Bild           | Objekt                                                                       | Maßnahme                                                                | Anmerkungen                                                 |
| ----------------------- | ----------------- | -------------------------------- | -------------- | ---------------------------------------------------------------------------- | ----------------------------------------------------------------------- | ----------------------------------------------------------- |
| 1965–1966               | Bonn Gronau       | Heussallee 7–11 Lage             | weitere Bilder | Abgeordneten-Wohnhäuser                                                      | Neubau                                                                  | Denkmalschutz                                               |
| 1967–1968               | Bonn Bonn-Castell | Arminiusstraße 32 Lage           |                | Bürogebäude und Kfz-Werkstatt des Bundesministeriums der Finanzen            | Neubau:132 f.                                                           | Teil der heutigen „Liegenschaft Graurheindorfer Straße 198“ |
| 1966–1967               | Bonn Plittersdorf | Kennedyallee 40 Lage             |                | Deutsche Forschungsgemeinschaft: IV. Bauabschnitt (viergeschossiger Hochbau) | Neubau:148 f.                                                           | 1969–1970 aufgestockt                                       |
| 1967–1969               | Bonn Plittersdorf | Martin-Luther-King-Straße 8 Lage |                | Bundesschatzministerium (Haus Carstanjen): Erweiterung                       | Neubau (Entwurf: Manfred Adams; künstlerische Beratung: Sep Ruf):143 f. | 1996–2022 Klimasekretariat der Vereinten Nationen           |

| Planungsbeginn; Bauzeit  | Gemeinde Ortsteil      | Adresse                                                                    | Bild           | Objekt                                                                    | Maßnahme                                               | Anmerkungen |
| ------------------------ | ---------------------- | -------------------------------------------------------------------------- | -------------- | ------------------------------------------------------------------------- | ------------------------------------------------------ | --- |
| 1969–1975                | Bonn Hochkreuz         | Heinemannstraße/Godesberger Allee/ Max-Löbner-Straße/Langer Grabenweg Lage | weitere Bilder | Kreuzbauten im Ministerienstandort Godesberg-Nord                         | Neubau                                                 | Sitz verschiedener Bundesbehörden; Denkmalschutz |
| 1970                     | Königswinter Stieldorf | An der Passionshalle 13 Lage                                               | weitere Bilder | katholisches Gemeindezentrum mit angegliederter Küsterwohnung             | Neubau                                                 | heute Offene Ganztagsschule |
| 1971, 1974 (Erweiterung) | Königswinter Stieldorf | Raiffeisenstraße 2 Lage                                                    |                | Atelier der Planungsgruppe Stieldorf (verglaste Holzkonstruktion)         | Neubau:112                                             | |
| 1972–1974                | Königswinter Vinxel    | Panoramaweg 4–22 Lage                                                      |                | Wohnhausgruppe                                                            | Neubau                                                 | Vorläufer der elementierten Holz-Fachwerkhäuser, die von der Kontrast Bau- und Betreuungsgesellschaft mbH & Co. KG, ansässig ebenfalls Raiffeisenstraße in Königswinter-Stieldorf, entwickelt wurden und nun von der DaVinci Haus GmbH & Co KG weiterentwickelt und vertrieben werden. |
| 1973                     | Brühl                  | Am Rankewerk 2–4 Lage                                                      | weitere Bilder | Büro- und Lagerhaus Orba (Holzskelettbau)                                 | Neubau                                                 | mit dem Kölner Architekturpreis 1975 ausgezeichnet; Denkmalschutz |
| 1973                     | Nassau                 | Elisenhütte Lage                                                           |                | Verwaltungsgebäude der Firma Kaiser & Co. (Blechverarbeitungsfabrik)      | Neubau                                                 | |
| 1973                     | Bonn Plittersdorf      | Gotenstraße 138–140 Lage                                                   | weitere Bilder | Mehrfamilienhaus (Eigentumswohnungen)                                     | Neubau:148                                             | |
| 1973–1974                | Alfter                 | Am Rathaus 7 Lage                                                          | weitere Bilder | Rathaus der Gemeinde Alfter                                               | Neubau                                                 | |
| 1973–1974                | Bonn Venusberg         | Haager Weg 40 Lage                                                         |                | Evangelisches Gemeindezentrum                                             | Neubau:60                                              | |
| 1973–1976                | Bonn Gronau            | Adenauerallee 139 Lage                                                     | weitere Bilder | Bundeskanzleramt                                                          | Neubau                                                 | heute Sitz des Bundesministeriums für wirtschaftliche Zusammenarbeit und Entwicklung; Denkmalschutz |
| 1974–1978                | Köln Marienburg        | Raderberggürtel 50 Lage                                                    | weitere Bilder | Funkhaus Deutsche Welle (gemeinsam mit dem Funkhaus des Deutschlandfunks) | Neubau (Bauherr: Deutsche Bau- und Grundstücks-AG)     | 2003 von der Deutschen Welle aufgegeben (Umzug nach Bonn in den Schürmann-Bau); 2019–21 abgebrochen |
| 1974; 1978–1984          | Mainz Lerchenberg      | ZDF-Straße Lage                                                            |                | ZDF-Sendezentrum: Dritter Bauabschnitt (Sendebetriebsgebäude)             | Neubau                                                 | |
| 1978–1982                | Düsseldorf Carlstadt   | Berger Allee                                                               |                | Verwaltungsgebäude der Mannesmann AG                                      | Neubau                                                 | |
| 1980–1981                | Bonn Duisdorf          | Villemombler Straße Lage                                                   |                | Sporthalle des Bundesgrenzschutzes an der ehem. Gallwitz-Kaserne          | Neubau:160                                             | mit dem Holzbaupreis Nordrhein-Westfalen 1982 ausgezeichnet |
| 1981–1982                | Bonn Gronau            | Schlegelstraße 1 Lage                                                      |                | Landesvertretung des Freistaates Bayern                                   | Anbau:55                                               | |
| 1982–1983                | Königswinter Ittenbach | Kantering 11a Lage                                                         |                | Evangelisches Gemeindezentrum                                             | Neubau (Projektleiter: G. Hornschuh)                   | |
| 1985–1993                | Hünfelden Gnadenthal   | Hof Gnadenthal Lage                                                        |                | Kloster und Dorf Gnadenthal                                               | Sanierung/Wiederaufbau                                 | 1993 mit dem Hessischen Denkmalpreis ausgezeichnet |
| 1986–1987                | Bonn Tannenbusch       | Hermannstädter Straße 1–3 Lage                                             |                | Evangelisches Gemeindezentrum (Epiphanias-Kirche)                         | Neubau (Projektleiter: G. Hornschuh)                   | 2014 abgerissen |
| 1989–1991                | Bonn Duisdorf          | Josef-Wirmer-Straße 2–8 / Ulrich-von-Hassell-Straße 64–78 Lage             |                | Bürogebäude („Bürozentrum Hardtberg“)                                     | Neubau                                                 | |
| 1990                     | Bonn Hochkreuz         | Heinrich-von-Stephan-Straße 3 Lage                                         |                | Kindertagesstätte des Deutschen Bundestages                               | Neubau                                                 | bis heute als Kindergarten genutzt |
| 1992–1993                | Siegburg               | Chemie-Faser-Allee 5 Lage                                                  |                | Grundschule Deichhaus                                                     | Neubau                                                 | |
| 1993–1994                | Bad Honnef             | Luisenstraße 15 Lage                                                       |                | Evangelisches Gemeindehaus                                                | Neubau (Entwurf: G. Hornschuh)                         | |
| 1995                     | Bonn Heiderhof         | Mandelbaumweg 2/5 Lage                                                     |                | Pädagogisch-Theologisches Institut                                        | Neubau (Bauherr: Evangelische Kirche im Rheinland)     | |
| 1993; 1999–2003          | Bonn Bonn-Zentrum      | Oxfordstraße / Annagraben / Alexanderstraße Lage                           |                | Landgericht und Amtsgericht Bonn                                          | Erweiterung/Neubau (Bauherr: Land Nordrhein-Westfalen) | |

### Nicht ausgeführte Entwürfe
- 1979/1980: Düsseldorf, Wettbewerbsentwurf für den Landtag Nordrhein-Westfalen (3. Preis)[39]
- 1981: Bonn, Wettbewerbsentwurf für den Neubau einer Eissporthalle in Godesberg-Nord mit Aussagen zu einem Kongresszentrum und Hotel (1. Preis; Kongresszentrum/Hotel 1989 als Maritim Hotel Bonn realisiert)[40]
- 1985: Bonn, Wettbewerbsentwurf für den Neubau ARD mit WDR-Studio Bonn (1. Preis und Beauftragung 1986; nicht realisiert wegen Verlegung des Regierungssitzes)[40]
- Bonn, Ortsteil Holzlar, Evangelisches Gemeindezentrum[14]:58 (Architektenvertrag 1972 gekündigt[41])
- Bonn, Wettbewerbsentwurf für den Neubau des Bundespräsidialamts[14]:74
- Bonn, Wettbewerbsentwurf für den Neubau von Deutschem Bundestag und Bundesrat[14]:74
- Bonn, Wettbewerbsentwurf für die Landeszentralbank Bonn[14]:75
- Alfter, Wettbewerbsentwurf für das Schulzentrum Alfter[14]:75
- Münster, Wettbewerbsentwurf für das Naturkundemuseum[14]:74